# Río Alcabrichel
El río Alcabrichel es un río del oeste de la península ibérica que discurre por el distrito de Lisboa, en Portugal. 

## Curso
El Alcabrichel nace en la sierra de Montejunto, cerca de Vila Verde dos Francos. Pasa por Maxial, Ermegeira, Abrunheira, Ramalhal, Amial, Quinta de Paio Correia, A dos Cunhados, Sobreiro Curvo, Quinta da Piedade, Porto Rio y Maceira, desembocando en el Océano Atlántico en la playa de Porto Novo (Maceira), después de recorrer unos 25 kilómetros.